# امیل گارگوروف
امیل گارگوروف (بلغاری: Емил Гъргоров؛ زادهٔ ۱۵ فوریهٔ ۱۹۸۱) بازیکن فوتبال اهل بلغارستان است.
از باشگاه‌هایی که در آن بازی کرده است می‌توان به باشگاه فوتبال لودوگورتس رازگراد، باشگاه فوتبال استراسبورگ، باشگاه فوتبال کانگجو مایتی لاینز، باشگاه فوتبال لوکوموتیو صوفیه، باشگاه فوتبال یو کرایووا ۱۹۴۸، و باشگاه فوتبال زسکا صوفیه اشاره کرد.
وی همچنین در تیم ملی فوتبال بلغارستان بازی کرده است.